# سيتي سكيب السعودية
معرض سيتي سكيب، هو المعرض الأكبر في القطاع العقاري وللمرة الأولى في المملكة العربية السعودية، بالشراكة مع وزارة الشؤون البلدية و القروية والإسكان وشركة تحالف، حيث يقدم للزوار فرصةً مميزة للتعرف على أحدث التطورات والمفاهيم الرائدة في عالم العقارات.
يضم المعرض أكثر من 170 دولة، وجهات عارضة من 21 دولة تستعرض مشاريعها العقارية المميزة، كما يضم المعرض مشاريع رؤية 2030 تحت سقف واحد.

## نبذة
يتناول المعرض جلسات حوارية تتناول الابتكارات الحالية في التقنيات العقارية التي تقودها المرأة، وتأثير التصميم، إلى جانب استخدامات سلسلة الكتل "بلوك تشين" في قطاع العقارات، وغيرها.
يستهدف المعرض الراغبين بشراء المنازل، والمستثمرين، والمطورين العقاريين، والمهندسين، والمصممين، وصناديق الاستثمار العقاري، وشركات التأمين، بالإضافة إلى مُلاك العقارات، والمهتمين بالقطاع العقاري.
سيشهد المعرض العديد من الجلسات الحوارية عبر منتديات ومسارح متخصصة لمناقشة القطاع العقاري من جوانبه المختلفة، كقطاع الذكاء الاصطناعي مع العقار، وتحولات الأسواق العقارية، والاستدامة البيئية، ودور المرأة في الابتكارات التقنية العقارية، ومستقبل العقارات الصناعية في المملكة، والتخطيط الحضري، والعديد من المواضيع الأخرى.
وفي 13 سبتمبر 2023 اختتم المعرض "سيتي سكيب العالمي" أعماله في الرياض، بعد أربعة أيام متواصلة، بحصيلة مشروعات تجاوزت قيمتها الـ 110 مليارات ريال (29.3 مليار دولار)، وبمشاركة أكثر من 350 جهة عارضة، وأكثر من 10 آلاف مستثمر دولي، وأكثر من 300 متحدث، فيما بلغ عدد الزوّار للمعرض أكثر من 160 ألف زائر.